# Piotr Lebiedziński

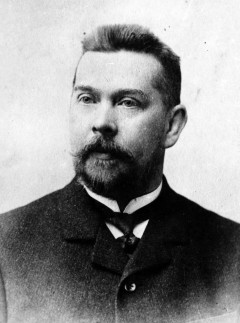
Piotr Lebiedziński

Piotr Lebiedziński (* 1860 in Sokółka; † 30. Januar 1934 in Warschau) war ein polnischer Chemiker, Fotograf und Erfinder.

## Leben
Lebiedziński wuchs in der polnischen Region Podlachien auf, ehe er als junger Mann nach Sankt Petersburg zog. Dort absolvierte er an der polytechnischen Universität ein Studium der Chemie. Bereits früh begann er sich jedoch nebenbei für die Fotografie zu interessieren.
Nach seiner Rückkehr nach Polen gelang es ihm mehrere Ausstellungen seiner eigenen fotokünstlerischen Werke zu organisieren. Als aktives Mitglied der damaligen Polnischen Gesellschaft der Fotografieliebhaber (polnisch Polskie Towarzystwo Miłośników Fotografii) betätigte er sich allerdings vor allem publizistisch und trieb des Weiteren die technische und fotochemische Weiterentwicklung der Fotografie voran. Wegen seines Engagements gilt er neben Erfindern wie Marian Dziatkiewicz, Jerzy Franaszek, Mikołaj Iliński oder Witold Romer als wichtigster Pionier der modernen polnischen Fototechnik.
1888 gründete er die erste polnische Fabrik für Fotopapier. Während dieser Phase konstruierte er ab 1893 selbst entwickelte Fotoapparate und Kinematografen. 1896 eröffnete er in Warschau eine weitere Fabrik zur Herstellung lichtempfindlicher Aufnahmemedien sowie moderner Fotoapparate im Format 9 × 12, die er zwischen 1900 und 1904 stetig weiterentwickelte. Bereits 1895 hatte Lebiedziński eine eigene Filmkamera samt Projektor entwickelt, mit der man 14 Bilder pro Sekunde aufnehmen konnte.
Nach zahlreichen Expansionen erhielt sein Unternehmen 1933 den Markennamen Foton. 1939 wurden jedoch sämtliche Werke nach Ausbruch des Zweiten Weltkrieges von den deutschen Besatzern geschlossen.